# 顾淑型
顾淑型（1897年9月7日—1968年11月5日），女，江苏无锡人，中国摄影家，曾任中国摄影学会常务理事。

## 家庭
父亲顾栋臣。丈夫陈翰笙。